# 카르코노셰군

돌니실롱스크주 지도에 표시된 카르코노셰군의 위치

카르코노셰군(폴란드어: powiat karkonoski)은 폴란드 돌니실롱스크주에 위치한 군으로 면적은 628.21km2, 인구는 63,639명(2019년 6월 30일 기준), 인구 밀도는 100명/km2이다. 군청 소재지는 옐레니아구라이지만 카르코노셰군에 속하지 않고 별도의 도시군으로 존재한다. 2020년 7월까지는 옐레니아구라군(폴란드어: powiat jeleniogórski)이라고 불렀으나 2021년 1월 1일을 기해 지금과 같은 이름으로 바뀌었다. 군 이름은 카르코노셰산맥에서 유래된 이름이다.
옐레니아구라를 사이에 두고 서로 떨어져 있으며 북쪽으로는 르부베크군, 즈워토리야군, 동쪽으로는 야보르군, 카미엔나구라군과 접한다. 남쪽, 서쪽으로는 체코와 국경을 접한다. 9개 지방 자치체(4개 도시, 5개 농촌)를 관할한다.

군기
군 문장